# Wilder (série télévisée)
Pour les articles homonymes, voir Wilder.
Wilder est une série télévisée policière suisse, qui raconte les aventures d'une inspectrice de la police cantonale bernoise nommée Rosa Wilder.
Créée par la SRF (la télévision suisse de langue allemande) en 2017, elle se compose de 4 saisons de 6 épisodes chacune, diffusées entre 2017 et 2022. Chaque saison emmène les personnages principaux dans une histoire différente qui s'étale sur les 6 épisodes.
Dans sa version originale, Wilder est en Bärndütsch (ou Berndeutsch), le dialecte alémanique parlé dans le Canton de Berne, mais la série est également doublée en français et en italien. 
Plusieurs régions différentes de la Suisse ont accueilli les tournages des saisons successives : la saison initiale a été tournée dans les Alpes glaronaises, la saison 2 dans le Jura bernois et le canton du Jura, la saison suivante dans le Jura neuchâtelois et l'ultime saison retourne sur les lieux de la première saison, notamment dans les cantons de Glaris et Uri. Si les différents lieux de tournage se répartissent sur 5 cantons, l'histoire diégétique se déroule intégralement dans les trois régions géographiques distinctes du Canton de Berne, à savoir dans l'Oberland bernois, dans le Mittelland et dans le Jura bernois. 
La diffusion de la série a suscité un certain engouement touristique envers les régions filmées et plusieurs offices de tourisme, notamment Jura Tourisme, ont mis en avant les lieux de tournage dans leur communication.

## Acteurs
- Sarah Spale: Rosa Wilder (VF : Claire Tefnin)
- Marcus Signer: Manfred Kägi (VF : Philippe Résimont)
- Andreas Matti: Paul Wilder
- Ruth Schwegler: Christine Wilder
- Daniel Ludwig: Le chef de la police fédérale

## Saisons

### Saison 1

#### Diffusion
- Suisse alémanique : dès le 7 novembre 2017 sur SRF 1
- Suisse romande : dès le 18 février 2018[2] sur RTS Un
- Suisse italienne : dès le 18 mars 2018 sur RSI La 1
- Allemagne: dès le 15 janvier 2020 sur TVNOW[3]
- Autriche: dès le 13 décembre 2020[4] sur 3sat
- Belgique,  France: dès le 6 juillet 2021[5] sur TV5 Monde
- États-Unis: dès le 14 décembre 2021[6] sur MHz Networks[7]

À Oberwies, un village de montagne, un important projet immobilier ne plaît pas à tout le monde. Quand le cadavre d'un homme battu à mort est retrouvé, la policière cantonale Rosa Wilder et le policier fédéral Manfred Kägi sont chargés de l'enquête, laquelle va raviver des souvenirs vieux de trente ans.

### Saison 2

#### Diffusion
- Suisse alémanique : dès le 7 janvier 2020 sur SRF 1
- Suisse romande : dès le 30 janvier 2020[8] sur RTS Un[9]
- Suisse italienne : dès le 4 février 2020[10] sur RSI La 1
- Allemagne : dès le 1er avril 2020[11] sur TVNOW
- Belgique,  France: dès le 27 juillet 2021[12] sur TV5 Monde
- Autriche: dès le 19 janvier 2022[13] sur 3sat

Rosa Wilder se rend dans un village du Jura bernois à la suite de l'assassinat de trois personnes qui n'ont pourtant pas grand-chose en commun. Le seul témoin est le neveu de Manfred Kägi.

### Saison 3

#### Diffusion
- Suisse alémanique : dès le 5 janvier 2021 sur SRF 1
- Suisse italienne : dès le 17 janvier 2021 sur RSI La 1
- Belgique,  France: dès le 17 août 2021[14] sur TV5 Monde

Après la mort de plusieurs policiers, apparemment victimes d'un tueur en série, Rosa et Manfred tentent d'élucider l'affaire mais semblent eux aussi directement menacés.

### Saison 4

#### Diffusion
- Suisse alémanique : dès le 4 janvier 2022 sur SRF 1
- Suisse romande : dès le 6 janvier 2022[15] sur RTS Un
- Suisse italienne : dès le 9 janvier 2022[16] sur RSI La 1

Rosa a quitté la police et est retournée dans son village d'Oberwies. Mais quand un policier y décède dans des circonstances mystérieuses au lendemain d'une dispute dans un bar, elle reprend temporairement du service et retrouve son ancien collègue Manfred.

## Polémiques

### L'usage du Berndeutsch dans le Jura bernois
Les événements de la saison 2 se déroulent dans la localité fictive de Thallingen/Thallion, présentée comme un village bilingue (d'où les deux noms accolés, sur le modèle de la ville bilingue de Biel/Bienne) ou comme les deux villages à côté de Bienne Evilard/Leubringen et Macolin/Magglingen. Dans la série, à l'exception du panneau à l'entrée de la localité, le français est d'ailleurs presque totalement absent et Wilder a été critiquée pour présenter le Jura bernois comme une région où l'on parle le dialecte bernois alors que la population s'est battue pendant des siècles contre la germanisation. Le sujet est d'autant plus sensible qu'il fait écho à ce qu'on appelle généralement la Question jurassienne, à savoir un long conflit entre le peuple jurassien et le canton de Berne qui, après avoir permis la création en 1979 du canton du Jura après sa séparation du canton de Berne, s'est ensuite poursuivi sous l'impulsion de mouvements séparatistes réclamant le rattachement des communes du Jura bernois au canton du Jura afin de rassembler dans un même canton toute la communauté francophone.
Le principal scénariste de la série, Béla Batthyany, a expliqué que l'intrigue est inspirée d'une affaire réelle qui s'est déroulée dans le Jura français et que situer les événements dans le Jura bernois permettait, d'une part, de conserver l'aspect mystérieux et esthétique des paysages jurassiens et, d'autre part, de pouvoir permettre à Rosa Wilder, policière cantonale bernoise, d'enquêter en tant que telle à l'intérieur des frontières cantonales.
Il a également justifié le fait que l'action ne se déroule pas dans un village francophone car cela n'aurait pas convenu au public télévisé suisse alémanique. Il estime qu'on peut accepter en tant que téléspectateur qu'une œuvre de fiction ne soit pas entièrement conforme à la réalité, surtout si cela sert l'histoire.

### Les choix de la version française
Des critiques ont été émises sur le choix de préférer les habitudes françaises dans le doublage des œuvres en allemand pour prétendument favoriser l'exportation et rentabiliser d'importants investissements au lieu de respecter l'intégrité de l'identité d'une production suisse.
Plusieurs noms propres sont ainsi prononcés de façon différente dans la version doublée en français par rapport à la version originale, notamment ceux comprenant la lettre ä (avec umlaut) qui est considérée comme un a (sans umlaut) ou le "k" prononcé comme en français et non comme en bernois. Ainsi "Kägi", le patronyme du protagoniste de la série, se prononce [kʁɛgi] en version originale suisse-allemande mais [kagi] dans la version en français alors que l'usage en Suisse romande est d'adopter la prononciation allemande [kɛgi]. Il en est de même lors de la saison 4 avec la famille Räber.
Il en va de même avec les numéros de téléphones portables prononcés en français sous la forme «zéro soixante-seize» au lieu de «zéro septante-six» dans la saison 4.
Dans l'épisode 1 de la saison 3, un policier annonce le montant d'une amende en disant «60 francs suisses», comme s'il pouvait y avoir confusion avec une autre monnaie, précision qui n'est pas présente dans la version originale.

## Lieux de tournage

### Saison 1
- Le village d'Oberwies dans la série est en réalité Urnerboden, dans le canton d'Uri.

### Saison 2
- Le bâtiment de la police est en réalité le Palais des congrès de Bienne.
- Les deux scieries sont en fait la scierie Corbat à Vendlincourt et la scierie Röthlisberger à Glovelier.
- Le garage est le garage Blanches Fontaines à Undervelier.
- Le cimetière des Grottes est la Grotte Sainte-Colombe à Undervelier.
- Le Restaurant de l'Aigle est l'Hôtel des Galeries du Pichoux à Undervelier.
- Le poste de police du village est situé à Undervelier.
- D'autres lieux où des scènes ont également été tournées : divers endroits de Bienne, l'Etang de Plain de Saigne, Le Cerneux-Veusil (la scène du crime), les Gorges du Pichoux, St-Brais, Biaufond, Les Cerlatez.

### Saison 3
- La Chaux-de-Fonds
- Le Locle
- La Brévine
- Le Lac des Taillères
- Le Brouillet (le Restaurant Chez Bichon)

### Saison 4
- Le village d'Oberwies dans la série (vues aériennes et scènes dans les rues) est en réalité Urnerboden, dans le canton d'Uri.
- La gare d'Unterwies dans la série est en réalité la gare de Netstal, dans le canton de Glaris.
- Le Bar "Au Soleil" ("Gasthaus Sonne", en VO) où se rend Rosa dès le premier épisode existe réellement près d'Urnerboden.
- La cimenterie Zingg dans la série est en réalité l'entreprise Haltengut à Mollis, dans le canton de Glaris.
- Le barrage du Zervreilasee, sur la commune de Vals, dans le canton des Grisons.
- L'aire d'autoroute d'Herrlisberg-Nord, sur l'A3, dans le canton de Zurich.
- L'hôtel Sardona à Elm, dans le canton de Glaris.
- La route recouverte par une galerie qu'on aperçoit dans plusieurs scènes est une portion de la Klausenstrasse située entre Urnerboden et Linthal dans le canton de Glaris.

## Détails amusants
- Sur l'écran d'un téléphone affichant une carte pour indiquer l'emplacement du barrage de la saison 4, on reconnaît en réalité une portion du Doubs appelée Lac de Moron. Celui-ci est situé immédiatement en aval du Saut du Doubs, est effectivement formé par un barrage, le barrage du Châtelot, et marque la frontière franco-suisse à proximité de La Chaux-de-Fonds et du Locle où avait en grande partie été tournée la saison 3.

Autres détails amusants dans la saison 1 : l’hôtelier prétend avoir heurté un renne avec son véhicule. Problème de traduction ou confusion entre les Alpes et la Laponie ? Apparition à maintes reprises de crucifix (magasin, église) alors que Berne est un canton protestant (surtout dans les campagnes). Raison : tournage à Uri (Urnerboden), canton catholique et manque de compréhension de la question confessionnelle en Suisse de la part du réalisateur.